# Starověcí Makedonci

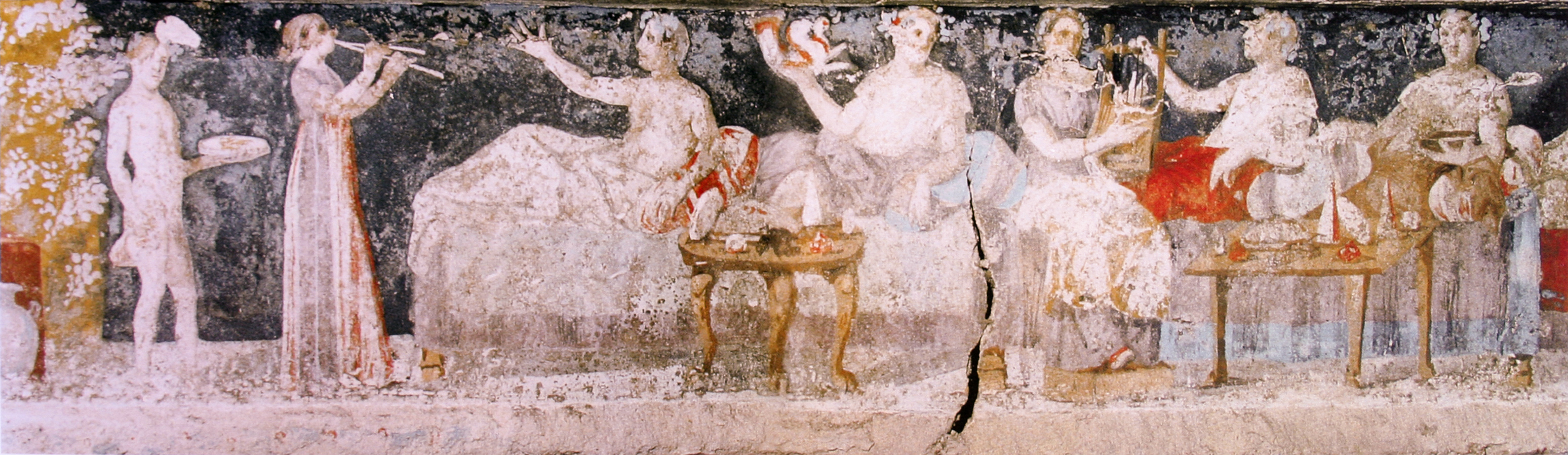
Scéna s hostinou z makedonské hrobky v Tesalonice

Jako starověcí Makedonci je označován jeden z řeckých národů žijící ve starověké Makedonii. Stejně jako ostatní řecké národy (Sparťané, Athéňané a další) měli své vlastní zákony a vládce. Kulturu však měli helénskou, stejně jako v ostatních řeckých královstvích, říších a autonomních městských státech. Helenizace neproběhla okamžitě, ale jednalo se o dlouhodobější proces. Původně starověcí Řekové považovali Makedonce za cizí barbary a teprve až s uznáním Makedonců za rovnoprávné Řeky se mohli účastnit olympijských her.

## Jazyk
Jejich jazyk byla antická makedonština, velmi podobná starořečtině. Dala by se označit jako dialekt starořečtiny. Nemá nic společného s dnešní makedonštinou.

## Známí Makedonci

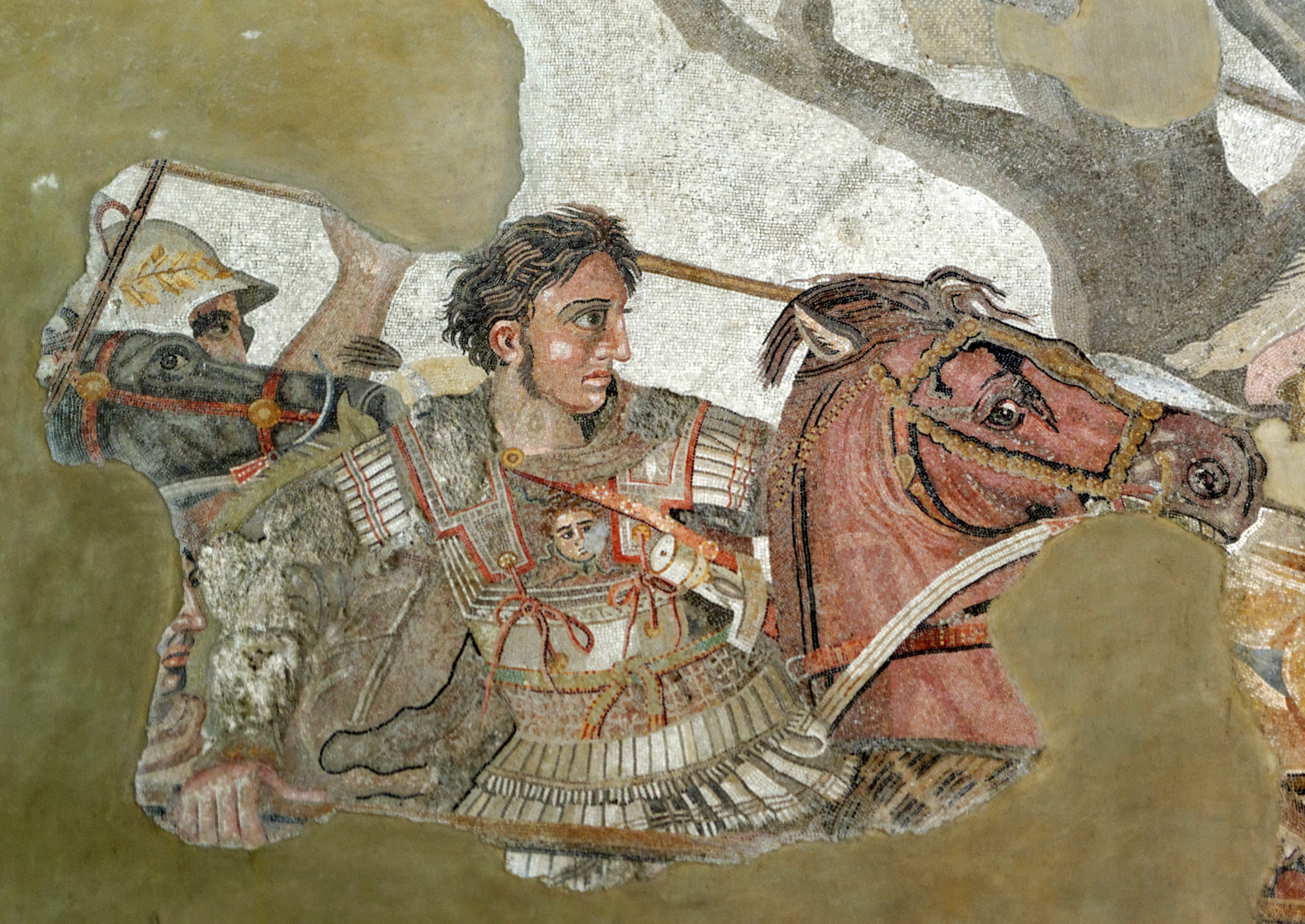
Alexandr Veliký a jeho kůň Bukefalos na mozaice v Pompejích (Národní archeologické muzeum v Neapoli)

Nejznámější starověcí Makedonci:
- Alexandr Makedonský (Veliký)
- Filip II. Makedonský

## Území
Obývali území, které je dnes rozděleno mezi Severní Makedonii, Řecko, Bulharsko, Srbsko, Kosovo a Albánii.Po první světové válce bylo Řeckem z makedonie ukradeno území s městem Soluň(Egejská Makedonie)

## Galerie

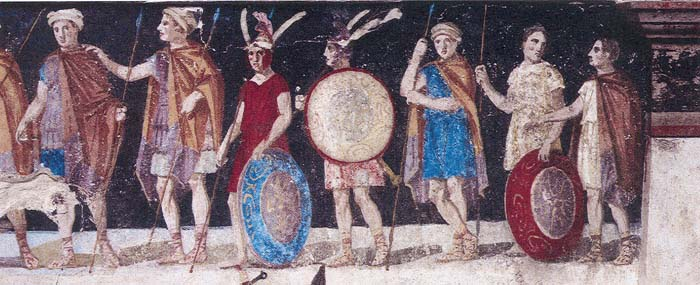
Makedonští vojáci vyobrazení v hrobce v Tesalonice
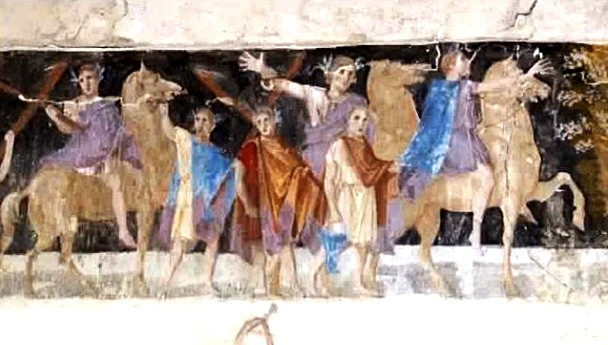
Makedonci v hrobce v Tesalonice
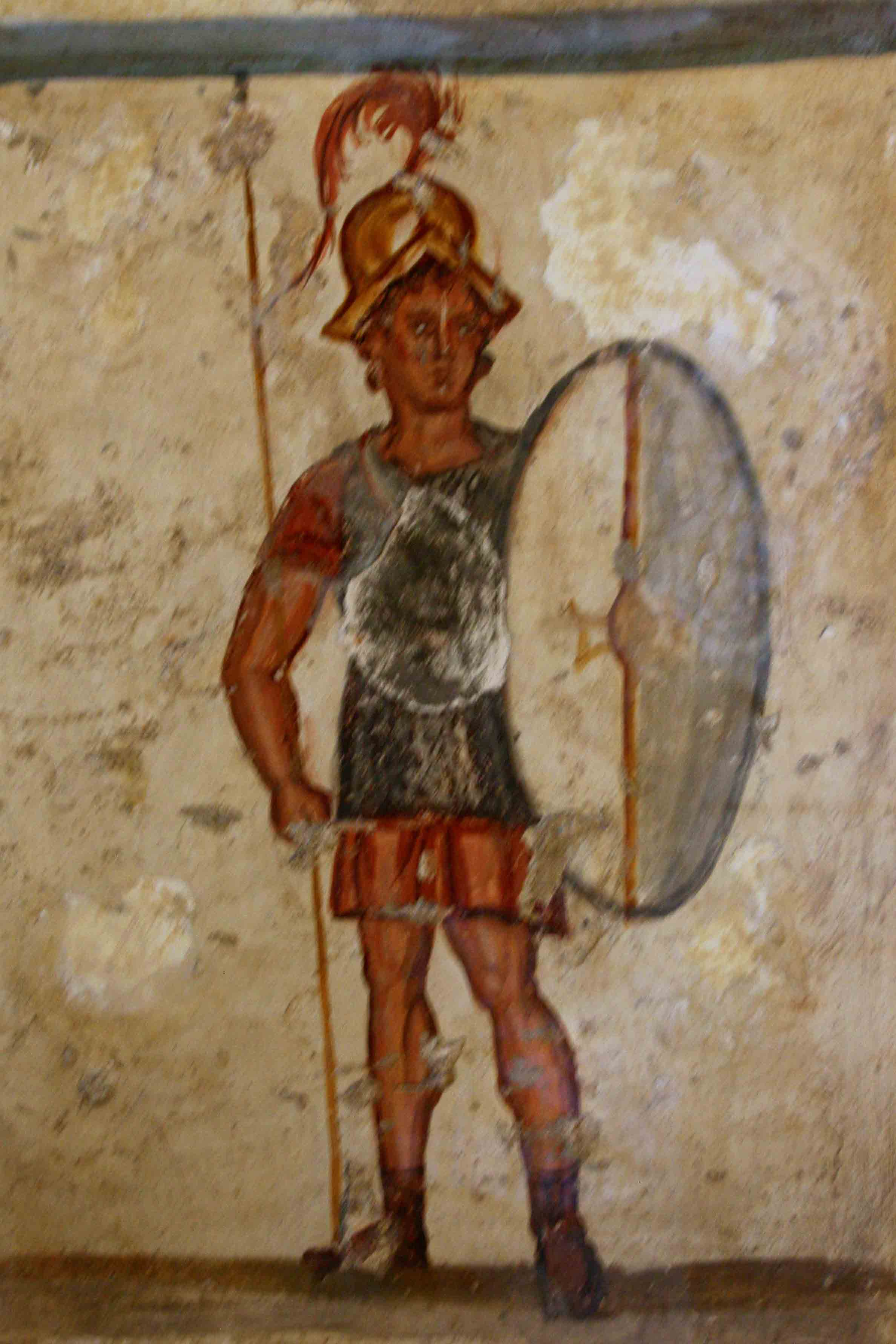
Freska makedonského pěšáka (thorakitai)
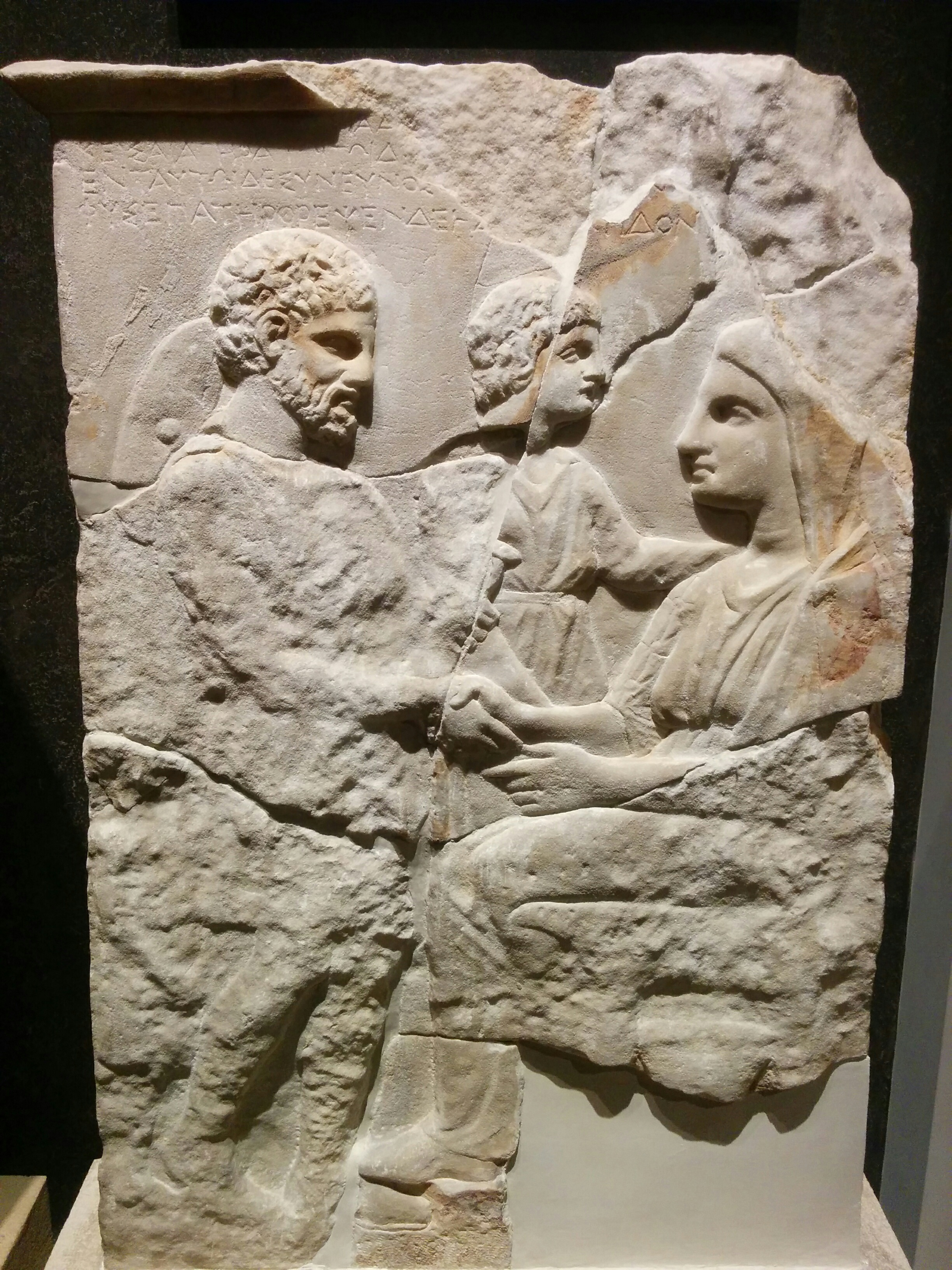
Starověká pohřební stéla Makedonců z Verginy